# Taphrina virginica
Taphrina virginica är en svampart som beskrevs av Seym. & Sadeb. 1895. Taphrina virginica ingår i släktet Taphrina och familjen häxkvastsvampar.   Inga underarter finns listade i Catalogue of Life.